# 司法院釈字第748号解釈施行法
司法院釈字第748号解釈施行法（繁: 司法院釋字第七四八號解釋施行法）は、中華民国（台湾）において中華民国憲法における婚姻の自由の平等を保障し、同性婚を法的に認める特別法である。
2019年5月17日（国際反ホモフォビア・トランスフォビア・バイフォビアの日）に立法院で可決され、同年5月22日に蔡英文総統によって公布、同年5月24日から施行された。これにより、中華民国はアジアで初めて同性婚を認める国となった。

## 改正の背景

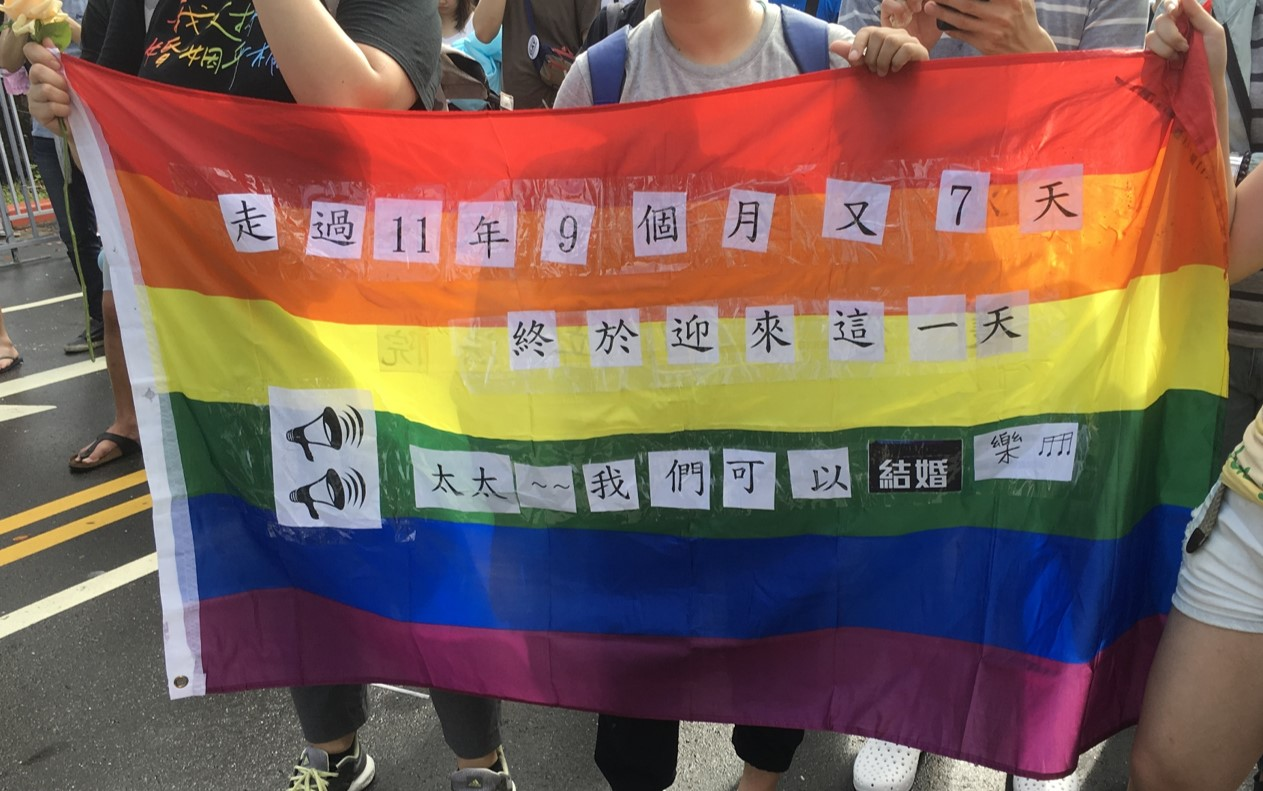
司法院釈字第748号解釈施行法が可決

### 台湾初の同性婚法案
2006年10月11日、民進党の蕭美琴が立法委員として初めて同性婚法案を提出した。しかし、当時は台湾社会でも抵抗が強かったうえに、ねじれ国会で議会多数派だった国民党・親民党の反対により、10月31日に手続委員会は法案を差し戻し、議題には上がらなかった。 

### 多様な家族法案
2009年、LGBTの権利を保護する法律を制定した他国の法律を研究する「台湾パートナー権利促進連盟」が発足し、2012年7月には、多様な家族の成立に関する法案を発表した。2012年9月8日、連盟は「多様な家族を私は支持する（多元成家，我支持）」という署名を開始し、「多様な家族」に関する民法改正案を立法院に提出した。
改正案の3つの法案のうち、「同性婚法案」は2013年10月25日に鄭麗君の提案の後、立法院での一読会で可決され、審査のため司法立法委員会に提出された。しかし、残りの2つの法案である「パートナーシップ制度法案」と「家族制度法案」は提出されなかった。2014年12月21日、立法院の司法立法委員会で、立法委員である尤美女により、同性婚法案の委員会審査が開始した。同性婚法案が議会で審議されるのは東アジアで初となる。審議では、行政院男女平等オフィスや段宜康が提案への支持を表明したが、法務部や廖正井らが反対し、立法委員の任期が終わる2016年1月31日まで、具体的な結論には至らなかった。

### 民法改正案
2016年立法委員選挙では民進党が立法院の過半数を獲得し、蔡英文も同性婚への支持を表明した。11月8日、立法委員である国民党の許毓仁と民進党の尤美女が結婚の平等に関する民法改正案を提出し、両党の立法委員47人が署名した。両党が立法院で法案を阻止しなかったため、法案は一読会を無事に通過し、委員会に提出され、審査委員会は2回の公聴会を開催し、2つの法案を諮問のために送付した。 

### 司法院の違憲判決
2017年5月24日、司法院大法官会議（憲法裁判所）は「司法院釈字第748号」を公布し、民法が同性同士の婚姻を認めていないのは、憲法が保障する婚姻の自由と平等の権利に違反すると判断し、公布後2年以内に関連法を改正または制定するよう要求した。

### 国民投票
2018年11月24日、国民投票の第10案と第12案の結果、司法院解釈第748号の要求は民法の直接改正ではなく特別法の制定により実施されることとなった。

## 立法院
2019年2月21日、行政院は「司法院釈字第748号解釈施行法」の草案を可決した。一方でこれに反対する委員は2つの法案を独自で起草し、頼士葆と沈智慧が共同で提出した「国民投票第12案施行法」草案と、林岱樺が提出した「司法院解釈第748号及び国民投票施行法」草案が立法院で審議されたが、可決には至らなかった。同年5月17日、「司法院釈字第748号解釈施行法」が立法院の三読会で可決された。
2019年5月22日、蔡英文総統が公布し、同年5月24日から施行された。
a.^ 蘇嘉全は立法院院長であるため、採決には参加しなかった。
b.^ 第4条のみには反対票を投じた。
民進党の立法委員68人中、政府起草の法案に反対し、独自に法案を提出していた林岱樺のみが反対票を投じ、13人が棄権した。国民党の立法委員は過去に同性婚法案を提出していた許毓仁含む7人が賛成票を投じ、4人が棄権した以外は、23人が反対票を投じた。時代力量全員の賛成、親民党全員の反対、その他3人の棄権により、最終的に賛成66票、反対27票、棄権20票で可決された。

## 反応
総統当選前から同性婚に対して支持を表明していた蔡英文は「台湾では愛が勝った。私たちは真の平等に向かって大きな一歩を踏み出し、台湾をより良い国にした。」と述べた。総統任期中には、毎年5月24日の同性婚施行記念日に支持を表明している。
2006年に台湾初の同性婚法案を提出していた蕭美琴も支持を表明し、副総統就任後にも同じく毎年5月24日の同性婚施行記念日に支持を表明している。

## 法案解釈
ただし同性婚が認められるのは、台湾籍同士のカップル、もしくは同性婚が法的に認められている26か国の外国籍とのカップルに限られており、それ以外の外国籍と台湾籍カップルが婚姻届を提出しても、戸政事務所は受理を拒否していた。
2022年、内政部は全ての外国籍（中華人民共和国籍は含まない）と台湾籍カップルの婚姻届を受理するよう関係機関に通知した。
2023年、内政部は香港とマカオ籍と台湾籍カップルの婚姻届も受理するよう関係機関に通知した。
2024年、内政部は同性婚が認められている第三国での婚姻届提出を承認すると発表した。